# Juan Soldevila
Juan Soldevila Romero (Fuentelapeña, Zamora, 20 de octubre de 1843-Zaragoza, 4 de junio de 1923) fue un cardenal católico y senador español.

## Biografía
Sacerdote, hizo gran parte de su carrera en la diócesis de Valladolid, donde fue cura ecónomo de tres parroquias (1869-1875), canónigo (1883-1889), secretario del sínodo diocesano y del concilio provincial (1886-1887), arcipreste y secretario capitular (1887-1889). Posteriormente fue obispo de Tarazona (1889-1891), administrador apostólico de Tudela y arzobispo de Zaragoza, donde recibió la púrpura cardenalicia.
Designado senador, defendió los regadíos, por lo que se hizo muy popular entre los aragoneses. Promovió la creación de la Caja de Ahorros de la Inmaculada y apoyó numerosas iniciativas de justicia social como la construcción de viviendas sociales. Se significó también por sus posiciones políticas conservadoras y su apoyo al sindicalismo católico con gran eficacia, convencido de la necesidad y posibilidad de mejorar las condiciones de vida de las clases trabajadoras,  convirtiéndose así en un objetivo del sindicalismo revolucionario.
El cardenal achacó la creciente secularización de la sociedad aragonesa durante el primer tercio del siglo XX, manifestada en un descenso de la práctica religiosa y en un aumento del indiferentismo a la influencia de la educación laica, de la tolerancia de cultos y de la mala prensa.
Lideró en Zaragoza el conjunto de actividades (desfiles, misas, arengas) encaminadas a neutralizar la oposición de las clases populares a la guerra del Rif. Desde los sectores anarquistas, de fuerte implantación en Zaragoza, se realizó una fuerte campaña para criminalizar su actuación presentándolo como un ser amoral, ejemplo de todos los vicios y financiador del terrorismo patronal en Barcelona. El intento de esa campaña era por un lado el desprestigiar su obra social y por otro, justificar su asesinato.[cita requerida] Las presunciones sobre su colaboración con los poderes gubernamentales contra los anarquistas debido a la implantación de los sindicatos únicos, y a favor de las asociaciones gremiales que quieren para la causa de los sindicatos católicos, esgrime como prueba un telegrama enviado por el gobernador civil al ministro de la Gobernación en noviembre de 1920 que reza así : "Visité al Cardenal poniéndome de acuerdo con S.S. para transformación de sindicatos únicos en agremiaciones parciales por oficios distintos siguiendo así el plan que voy desarrollando encontrando en el prelado la mayor acogida y apoyo".
Murió asesinado por el grupo anarquista «Los Solidarios», del que formaba parte Buenaventura Durruti, durante el periodo de violencia social y política que precedió al establecimiento de la dictadura de Primo de Rivera. 

### Asesinato

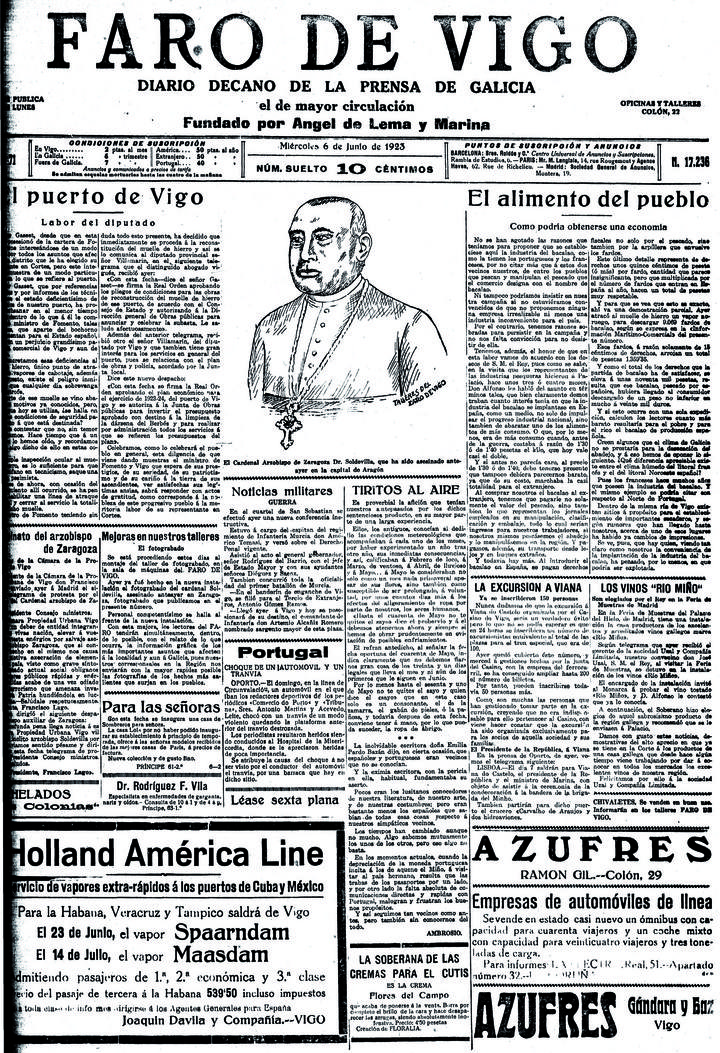
Noticia del asesinato en la prensa de la época.

Tras el atentado contra el sindicalista Salvador Seguí por los pistoleros del Sindicato Libre en Barcelona, en venganza por el asesinato de algunos de sus dirigentes por activistas anarco-sindicalistas, el grupo Los Solidarios decidió asesinar también a diversas personalidades, entre las que se encontraba Soldevila. El 4 de junio de 1923, cuando el coche del cardenal entraba en la escuela-asilo situada en El Terminillo, dos individuos, identificados después como Francisco Ascaso y Rafael Torres Escartín, dispararon contra el eclesiástico, que murió en el acto. Detenidos poco más tarde, la audiencia de Zaragoza finalizado el sumario (n.º 237-1923) en noviembre de 1924, condenó a Escartín a cadena perpetua y consideró a Ascaso en rebeldía tras haberse fugado de la prisión. A Juliana López, Esteban Salamero y Manuel Lázaro se les acusó de complicidad y encubrimiento. 
Su asesinato provocó un gran impacto en la opinión públicay precedió en tres meses al golpe de Estado de Miguel Primo de Rivera.